# رحمت‌آباد (زاوه)
رحمت آباد روستایی در دهستان سلیمان بخش سلیمان شهرستان زاوه استان خراسان رضوی ایران است. بر پایه سرشماری عمومی نفوس و مسکن در سال ۱۳۹۰ جمعیت این روستا ۴۰۲ نفر (در ۱۰۱ خانوار) بوده است.